# Boudewijn Braem
Boudewijn Braem (30 oktober 1950 – Kortrijk, 27 mei 2005) was een Belgisch voetballer en voetbaltrainer.
Braem begon te voetballen bij KV Kortrijk, een nieuwe ploeg die net ontstaan was uit de fusie van Kortrijk Sport en Stade Kortrijk. Bij die ploeg vormde hij samen met Wim Reijers, Dirk Deme en Michel Timmerman een sterk middenveld. Na sterke jaren bij Kortrijk tijdens de jaren zeventig ging hij in 1981, samen met ploegmaat Johan Vermeersch naar KAA Gent. Hier speelde hij verschillende jaren, waarna hij de functie van coach op zich nam. Later werd hij trainer bij KV Kortrijk, waar net zijn vroegere trainer Henk Houwaart de laan was uitgestuurd. Hij leerde er de stiel van het trainerschap, dat hij later nog uitvoerde bij Union Doornik, White Star Lauwe, FC Gullegem en SVD Handzame. Hij was ook nog kort werkzaam bij SV Wevelgem City.
In 2001 was zijn voormalige ploeg KV Kortrijk te koop en besloot hij samen met Joseph Allijns een bod op de club te doen. Allijns werd voorzitter, Braem was van 2001 tot februari 2003 trainer van de club en bleef er nadien ook nog werkzaam tot aan zijn overlijden in 2005.